# Thecla coelestis
Thecla coelestis är en fjärilsart som beskrevs av John Henry Leech. Thecla coelestis ingår i släktet Thecla och familjen juvelvingar. Inga underarter finns listade i Catalogue of Life.